# U-20-Fußball-Weltmeisterschaft der Frauen 2008/Gruppe A
Resultate der Gruppe A der U-20-Fußball-Weltmeisterschaft der Frauen 2008:
| Pl. | Land       | Sp. | S | U | N | Tore    | Diff. | Punkte |
| --- | ---------- | --- | - | - | - | ------- | ----- | ------ |
| 1.  | Nigeria    | 3   | 2 | 1 | 0 | 006:300 | +3    | 07     |
| 2.  | England    | 3   | 1 | 2 | 0 | 004:200 | +2    | 05     |
| 3.  | Neuseeland | 3   | 1 | 1 | 1 | 007:700 | ±0    | 04     |
| 4.  | Chile      | 3   | 0 | 0 | 3 | 003:800 | −5    | 0      |

## Neuseeland – Nigeria 2:3 (1:2)
| Neuseeland                                                                                                  | Neuseeland | Nigeria | Nigeria |
| --- | --- | --- | ------- |
| Neuseeland                                                                                                  | \| 19. November 2008 um 15:00 Uhr (Ortszeit); 19:00 Uhr (MEZ) in Coquimbo (Estadio Francisco Sánchez Rumoroso) \| \| Schiedsrichterin: Tanja Schett ( Österreich) \|                                                                                          | \| 19. November 2008 um 15:00 Uhr (Ortszeit); 19:00 Uhr (MEZ) in Coquimbo (Estadio Francisco Sánchez Rumoroso) \| \| Schiedsrichterin: Tanja Schett ( Österreich) \|                                                                         | Nigeria |
| Neuseeland                                                                                                  | Charlotte Wood – Anna Green (46. Elizabeth Milne), Bridgette Armstrong, Abby Erceg, Ria Percival – Caitlin Campbell (71. Annalie Longo), Katie Hoyle , Betsy Hassett, Rosie White – Hannah Wall, Sarah McLaughlin (63. Renee Leota) Cheftrainer: John Herdman | Charity John – Margaret Dike (67. Helen Ukaonu), Esther Eno Edem, Joy Jegede, Ulunma Jerome – Glory Iroka, Rita Chikwelu , Rebecca Ifeoma Kalu – Tawa Ishola (86. Bukola Saheed), Ogonna Chukwudi, Sarah Michael Cheftrainer: Daniel Evumena | Nigeria |
| Neuseeland                                                                                                  | 1:2 Ria Percival (42.) 2:2 Ria Percival (52.) | 0:1 Sarah Michael (31.) 0:2 Ogonna Chukwudi (35.) 2:3 Rita Chikwelu (90.+2') | Nigeria |
| Neuseeland                                                                                                  | Elizabeth Milne (63.) | | Nigeria |
| 19. November 2008 um 15:00 Uhr (Ortszeit); 19:00 Uhr (MEZ) in Coquimbo (Estadio Francisco Sánchez Rumoroso) | | |         |
| Schiedsrichterin: Tanja Schett ( Österreich)                                                                | | |         |

## Chile – England 0:2 (0:0)
| Chile | Chile | England | England |
| --- | --- | --- | ------- |
| Chile | \| 19. November 2008 um 21:00 Uhr (Ortszeit); 20. November, 1:00 Uhr (MEZ) in Coquimbo (Estadio Francisco Sánchez Rumoroso) \| \| Zuschauer: 15.045 \| \| Schiedsrichterin: Jennifer Bennett ( Vereinigte Staaten) \|                                                      | \| 19. November 2008 um 21:00 Uhr (Ortszeit); 20. November, 1:00 Uhr (MEZ) in Coquimbo (Estadio Francisco Sánchez Rumoroso) \| \| Zuschauer: 15.045 \| \| Schiedsrichterin: Jennifer Bennett ( Vereinigte Staaten) \|                        | England |
| Chile | Christiane Endler – Valentina Lefort, Tatiana Perez, Juanita Pena (90. Maryorie Hernandez), Geraldine Leyton – Karen Andrea Araya, Daniela Pardo , Maria Mardones, Daniela Fuenzalida (71. Pamela Coihuin) – Nathalie Quezada, Daniela Zamora Cheftrainerin: Marta Tejedor | Rebecca Spencer – Stephanie Houghton, Claire Rafferty, Fern Whelan , Chelsea Weston – Danielle Buet (64. Rachel Williams), Remi Allen, Brooke Chaplen – Toni Duggan (87. Jade Moore), Natasha Dowie, Jessica Clarke Cheftrainerin: Mo Marley | England |
| Chile | 0:1 Brooke Chaplen (54.) 0:2 Toni Duggan (79.) | | England |
| Chile | Daniela Pardo (82.) | Jessica Clarke (31.), Brooke Chaplen (55.), Claire Rafferty (84.) | England |
| 19. November 2008 um 21:00 Uhr (Ortszeit); 20. November, 1:00 Uhr (MEZ) in Coquimbo (Estadio Francisco Sánchez Rumoroso) | | |         |
| Zuschauer: 15.045 | | |         |
| Schiedsrichterin: Jennifer Bennett ( Vereinigte Staaten)                                                                 | | |         |

## Nigeria – England 1:1 (0:1)
| Nigeria | Nigeria | England | England |
| --- | --- | --- | ------- |
| Nigeria | \| 22. November 2008 um 18:00 Uhr (Ortszeit); 22:00 Uhr (MEZ) in Coquimbo (Estadio Francisco Sánchez Rumoroso) \| \| Schiedsrichterin: Carol Chenard ( Kanada) \|                                                                               | \| 22. November 2008 um 18:00 Uhr (Ortszeit); 22:00 Uhr (MEZ) in Coquimbo (Estadio Francisco Sánchez Rumoroso) \| \| Schiedsrichterin: Carol Chenard ( Kanada) \|                                                                              | England |
| Nigeria | Marbel Egwuenu – Helen Ukaonu, Esther Michael, Joy Jegede, Ulunma Jerome – Rita Chikwelu , Rebecca Ifeoma Kalu – Ebere Orji (82. Faustina Ugwuadu), Bukola Saheed (53. Tawa Ishola), Sarah Michael, Ogonna Chukwudi Cheftrainer: Daniel Evumena | Rebecca Spencer – Stephanie Houghton, Claire Rafferty, Fern Whelan , Chelsea Weston – Danielle Buet (66. Rachel Williams), Remi Allen, Brooke Chaplen – Toni Duggan (84. Rebecca Hall), Natasha Dowie, Jessica Clarke Cheftrainerin: Mo Marley | England |
| Nigeria | 1:1 Ebere Orji (71.) | 0:1 Natasha Dowie (45.+1') | England |
| Nigeria | Joy Jegede (13.), Esther Michael (90.) | Toni Duggan (68.) | England |
| Nigeria | Besonderheiten: Marbel Egwuena lenke den Ball von Natasha Dowie selbst über die Torlinie, das Tor wurde kurz danach der Engländerin zugesprochen.                                                                                               | | England |
| 22. November 2008 um 18:00 Uhr (Ortszeit); 22:00 Uhr (MEZ) in Coquimbo (Estadio Francisco Sánchez Rumoroso) | | |         |
| Schiedsrichterin: Carol Chenard ( Kanada)                                                                   | | |         |

## Chile – Neuseeland 3:4 (0:2)
| Chile | Chile | Neuseeland | Neuseeland |
| --- | --- | --- | ---------- |
| Chile | \| 22. November 2008 um 21:00 Uhr (Ortszeit); 23. November, 1:00 Uhr (MEZ) in Coquimbo (Estadio Francisco Sánchez Rumoroso) \| \| Zuschauer: 16.324 \| \| Schiedsrichterin: Erika Vargas ( Costa Rica) \|                                                                                         | \| 22. November 2008 um 21:00 Uhr (Ortszeit); 23. November, 1:00 Uhr (MEZ) in Coquimbo (Estadio Francisco Sánchez Rumoroso) \| \| Zuschauer: 16.324 \| \| Schiedsrichterin: Erika Vargas ( Costa Rica) \|                                                        | Neuseeland |
| Chile | Christiane Endler – Valentina Lefort (61. Javiera Guajardo), Tatiana Perez (57. Maryorie Hernandez), Juanita Pena, Geraldine Leyton – Karen Andrea Araya (69. Pamela Coihuin), Daniela Pardo , Maria Mardones, Daniela Fuenzalida – Nathalie Quezada, Daniela Zamora Cheftrainerin: Marta Tejedor | Charlotte Wood – Bridgette Armstrong, Abby Erceg, Ria Percival, Elizabeth Milne – Caitlin Campbell, Katie Hoyle , Betsy Hassett, Rosie White (77. Merissa Smith) – Hannah Wall (79. Annalie Longo), Sarah McLaughlin (65. Renee Leota) Cheftrainer: John Herdman | Neuseeland |
| Chile | 1:2 Maria Mardones (50.) 2:4 Daniela Pardo (83.) 3:4 Daniela Zamora (90.+2) | 0:1 Rosie White (20.) 0:2 Rosie White (36., Elfmeter) 1:3 Renee Leota (66.) 1:4 Rosie White (74.) | Neuseeland |
| Chile | Geraldine Leyton (71.) | Ria Percival (40.), Charlotte Wood (41.) | Neuseeland |
| Chile | Ria Percival (87.) | | Neuseeland |
| 22. November 2008 um 21:00 Uhr (Ortszeit); 23. November, 1:00 Uhr (MEZ) in Coquimbo (Estadio Francisco Sánchez Rumoroso) | | |            |
| Zuschauer: 16.324 | | |            |
| Schiedsrichterin: Erika Vargas ( Costa Rica)                                                                             | | |            |

## Nigeria – Chile 2:0 (2:0)
| Nigeria                                                                                      | Nigeria | Chile | Chile |
| -------------------------------------------------------------------------------------------- | --- | --- | ----- |
| Nigeria                                                                                      | \| 26. November 2008 um 19:00 Uhr (Ortszeit); 23:00 Uhr (MEZ) in Temuco (Estadio Germán Becker) \| \| Zuschauer: 18.125 \| \| Schiedsrichterin: Bibiana Steinhaus ( Deutschland) \|                                         | \| 26. November 2008 um 19:00 Uhr (Ortszeit); 23:00 Uhr (MEZ) in Temuco (Estadio Germán Becker) \| \| Zuschauer: 18.125 \| \| Schiedsrichterin: Bibiana Steinhaus ( Deutschland) \| | Chile |
| Nigeria                                                                                      | Marbel Egwuenu – Helen Ukaonu, Esther Michael, Joy Jegede, Ulunma Jerome – Rita Chikwelu , Rebecca Ifeoma Kalu – Ebere Orji, Tawa Ishola (83. Faustina Ugwuadu), Sarah Michael, Ogonna Chukwudi Cheftrainer: Daniel Evumena | Christiane Endler – Javiera Guajardo, Tatiana Perez (80. Maryorie Hernandez), Juanita Pena, Geraldine Leyton – Pamela Coihuin (57. Karen Andrea Araya), Daniela Pardo , Maria Mardones, Daniela Fuenzalida – Nathalie Quezada (63. Andrea Zuniga), Daniela Zamora Cheftrainerin: Marta Tejedor | Chile |
| Nigeria                                                                                      | 1:0 Javiera Guajardo (15., Eigentor) 2:0 Ebere Orji (41.) | | Chile |
| Nigeria                                                                                      | Ulunma Jerome (77.) | Juanita Pena (45.) | Chile |
| 26. November 2008 um 19:00 Uhr (Ortszeit); 23:00 Uhr (MEZ) in Temuco (Estadio Germán Becker) | | |       |
| Zuschauer: 18.125                                                                            | | |       |
| Schiedsrichterin: Bibiana Steinhaus ( Deutschland)                                           | | |       |

## England – Neuseeland 1:1 (0:1)
| England | England | Neuseeland | Neuseeland |
| --- | --- | --- | ---------- |
| England | \| 26. November 2008 um 19:00 Uhr (Ortszeit); 23:00 Uhr (MEZ) in Santiago de Chile (Estadio Municipal de La Florida) \| \| Zuschauer: 8.661 \| \| Schiedsrichterin: Sachiko Baba ( Japan) \|                                                                      | \| 26. November 2008 um 19:00 Uhr (Ortszeit); 23:00 Uhr (MEZ) in Santiago de Chile (Estadio Municipal de La Florida) \| \| Zuschauer: 8.661 \| \| Schiedsrichterin: Sachiko Baba ( Japan) \|                                                                      | Neuseeland |
| England | Rebecca Spencer – Stephanie Houghton, Claire Rafferty, Fern Whelan (89. Jade Moore), Chelsea Weston – Danielle Buet, Remi Allen, Brooke Chaplen (56. Rachel Williams) – Toni Duggan (90.+5' Rebecca Hall), Natasha Dowie, Jessica Clarke Cheftrainerin: Mo Marley | Charlotte Wood – Bridgette Armstrong, Abby Erceg, Anna Green, Elizabeth Milne – Caitlin Campbell (69. Grace Vincent), Katie Hoyle , Betsy Hassett, Rosie White (90.+5' Merissa Smith) – Hannah Wall, Sarah McLaughlin (60. Renee Leota) Cheftrainer: John Herdman | Neuseeland |
| England | 1:1 Toni Duggan (90.+4') | 0:1 Sarah McLaughlin (27.) | Neuseeland |
| England | Katie Hoyle (65.) | | Neuseeland |
| England | Katie Hoyle (70.) | | Neuseeland |
| 26. November 2008 um 19:00 Uhr (Ortszeit); 23:00 Uhr (MEZ) in Santiago de Chile (Estadio Municipal de La Florida) | | |            |
| Zuschauer: 8.661                                                                                                  | | |            |
| Schiedsrichterin: Sachiko Baba ( Japan)                                                                           | | |            |